# Mabrouk Zaid
Mabrouk Zaid (مبروك زايد; Riyad, 11 febbraio 1979) è un ex calciatore saudita, di ruolo portiere.